# فوليدوصوريات
الفوليدوصوريات (Pholidosauridae) وتعني الزواحف القشرية، هي فصيلة مائية من نيوسوكيات أشباه التمساحيات، تم العثور عليها في أوروبا وأفريقيا وأمريكا الشمالية وأمريكا الجنوبية، ظهرت الفوليدوصوريات لأول مرة في السجل الأحفوري خلال مرحلة الباثوني في الترياسي الأوسط، وأصبحت منقرضة في أواخر مرحلة التوروني في الطباشيري المتأخر.
الساركوسوكس هو واحد من أشهر الفوليدوصوريات ويُعتقد أن طوله قد وصل إلى 12 متر ووزنه وصل إلى 8 أطنان.